# Halvestorf
Halvestorf ist ein Ortsteil der Stadt Hameln mit 1.013 Einwohnern (Stand: 30. Juni 2022).

## Geografie
Der Ort liegt westlich der Kernstadt und besteht aus den Teilen Halvestorf, Hope, Bannensiek und Weidehohl. 

## Geschichte
Halvestorf wird zum ersten Mal im ältesten noch vorhandenen Stadtbuch Hamelns aus dem 14. Jahrhundert erwähnt. Darin ist der Ort, damals noch Halwesdorpe, unter den Ortschaften aufgeführt, die für den Bau der Hamelner Weserbrücke Holz liefern mussten. Anfangs gehörte der Ort zur Grafschaft Schaumburg, kam aber 1640 durch Herzog Georg zum Herzogtum Calenberg. Mitte des 19. Jahrhunderts wurde in Halvestorf Seidenbau betrieben.
Mit der Gemeinde Berndorf bei Salzburg besteht seit 25 Jahren eine Partnerschaft.
Am 1. Januar 1973 wurde Halvestorf in die Kreisstadt Hameln eingegliedert.

## Politik
Ortsbürgermeister ist Hartmut Binder (SPD). Sein Stellvertreter ist Dirk Hothan (CDU).